# واتسلاو ییراچک
واتسلاو ییراچک (چکی: Václav Jiráček؛ زادهٔ ۲۸ سپتامبر ۱۹۷۸) بازیگر اهل جمهوری چک است.
از فیلم‌ها یا برنامه‌های تلویزیونی که وی در آن نقش داشته‌است، می‌توان به لیدیتسه، کودک ۴۴، بندر و یانوشیک: روایتی واقعی اشاره کرد.